# 天津四行储蓄会大楼
天津四行储蓄会大楼是以北四行——金城银行、盐业银行、中南银行和大陆银行组成的四行储蓄会在中国天津建造的分会大楼。该分会开设于1923年，选址在天津英租界的主要街道维多利亚道（今解放北路147号），作为天津租界时代留存下来的重要建筑之一，该建筑目前是特殊保护等级历史风貌建筑和天津市文物保护单位。

## 建筑
天津四行储蓄会大楼面积1590.6平方米，总体为三层砖混结构，一楼上放有四根爱奥尼亚式立柱拱托房檐，墙面屋顶均有浮雕和山花，是一座古典复兴风格的建筑。

## 内部链接
- 北四行
- 金城银行
- 盐业银行
- 中南银行
- 大陆银行